# 아린자야
아린자야(타밀어: அரிஞ்சய, 909년 ~ 957년)는 촐라 제국의 제5대 황제이다. 그는 파란타카 1세의 셋째 아들이자 간다라디티야의 남동생으로 956년경에 제위에 등극했다고 여겨진다. 마두란타카 우타마 촐라가 왕위에 오를 나이가 되지 않았기 때문에 그의 자리는 아들인 순다라 촐라가 계승했다. 아린자야는 매우 짧은 기간 동안 통치했던 것으로 보인다.
최근의 학자들은 아린자야가 체라 공주(따라서 라자디티야 왕자의 이복 형제)의 아들이었다고 암시한다. 순다라 촐라의 안빌 판에 따르면, 아린자야의 어머니는 체라 왕자로 묘사된 팔루베타라이야르의 딸이었다.